# Patoreakcja
Patoreakcja è un singolo del rapper polacco Mata, pubblicato il 31 marzo 2021 come primo estratto dal secondo album in studio Młody Matczak.

## Video musicale
Il video musicale, reso disponibile in concomitanza con l'uscita del brano attraverso il canale YouTube della SBM Label, ha ottenuto oltre 2 milioni di visualizzazioni in meno di 24 ore dalla sua pubblicazione.

## Tracce
Testi di Michał Matczak, musiche di Morgan Sorne e Sujon Ahmed.
1. Patoreakcja – 5:27

## Formazione
- Mata – voce
- Trooh Hippi – produzione
- DJ Johny – missaggio
- Janusz Walczuk – mastering

## Successo commerciale
Patoreakcja ha infranto il record di Polskie tango di Taco Hemingway per il brano con il maggior numero di stream in 24 ore nella classifica giornaliera polacca di Spotify grazie a 643 846 riproduzioni, primato poi superato da Kiss Cam (podryw roku) del medesimo artista a giugno 2021.